# João Caetano
Vous venez d’apposer le modèle de débat d'admissibilité.
Avant toute chose, veuillez créer la page de débat correspondante en cliquant ici.
- Une fois la page de vote initialisée, rafraîchissez cette page, et le bandeau prendra son aspect définitif.
- Si votre débat d'admissibilité est groupé (le motif et l’argumentation doivent être les mêmes), modifiez cette page pour ajouter au modèle le paramètre « cat » suivi du nom de la page de discussion de l’article pour lequel la page de débat existe déjà (ex. : cat=Discussion:Nom_de_l'autre_article). Ensuite, suivez les nouvelles instructions qui apparaissent.
- Vous pouvez également utiliser le paramètre « type » pour faciliter l’accès aux critères d’admissibilité. Exemple : {{suppression|type=mot-clé}}. Liste des mots-clés existants : fiction, musique, art visuel, fanzine, jeu de société, porno, sportif, association, enseignement, société, site web, route, nombre, (Liste complète ici).

| 1. | Créez la page de débat d'admissibilité.                                                                      | Sauvegardez d’abord la page pour l’initialiser puis indiquez votre motivation.      |
| 2. | Important : ajoutez une entrée dans la section Débat d'admissibilité du jour.                                | Utilisez ce texte : *{{L\|João Caetano}}                                            |
| 3. | Pensez à informer les contributeurs principaux de la page et les projets associés lorsque cela est possible. | Utilisez ce texte : {{subst:Avertissement débat d'admissibilité\|João Caetano}}~~~~ |

João Caetano (Paraná, 8 septembre 1998[source insuffisante]) est un youtubeur brésilien. Il est connu pour sa chaîne sur la plateforme YouTube avec plus de 9 millions d'abonnés,,.

## Biographie
João dans son adolescence, sa mère, Lucymara Bressan, a traversé beaucoup de difficultés financières.
João a créé un compte sur la plateforme YouTube le 22 décembre 2013. En 2014, il a commencé à publier des vidéos sur la plateforme YouTube, avec des vidéos sur le jeu Minecraft. En 2015, sa chaîne a atteint 30 000 abonnés. 
Le 22 mars 2016, la chaîne a dépassé la barre des 100 000 abonnés. 
Le 3 juillet 2017, il atteignait plus d'un million d'abonnés. La même année, il a commencé à publier plus de vidéos de Vlog, de pêche à la traîne et de défis. 
En 2019, il a publié son propre livre intitulé João Caetano : Tamo Junto !
En 2021, la chaîne a atteint plus de 9 millions d'abonnés.

## Vie privée
Il est le frère de la youtubeuse Paty Caetano et du joueur Gabriel Caetano.

## Œuvres
- (pt-BR) João Caetano, João Caetano - Tamo Junto !, Astral Cultural, août 2019 (EAN 978-8582469217)